# Melvita
Melvita est une marque de cosmétique biologique créée en Ardèche en 1983 par Bernard Chevilliat, biologiste apiculteur et fondateur des éditions Hozhoni. Le nom de la marque est directement inspiré de miel (« mel »), le suffixe « vita » qui s'y ajoute signifie vie en latin se rapporte directement au caractère vivant des végétaux. 
Cette marque appartient à la société Laboratoires M&L.
Melvita propose en 2015 une gamme de 220 produits et dispose de trois boutiques (une à Paris, et deux en Ardèche).

## Historique
En 1977, après des études de biologie, Bernard Chevilliat crée une ferme apicole en Ardèche avec son frère Philippe et sa femme Nûriel.    
En 1983, pour augmenter leurs revenus, ils diversifient leur activité en développant une première gamme de cosmétiques autour des produits de la ruche (savon hexagonal, eau florale, crème) : l’entreprise Melvita est créée et se positionne sur le marché des cosmétiques biologiques.   
En 1987, Melvita lance sa première unité de production. Ses laboratoires obtiennent en 2002 la certification bio Écocert.  
En 2008, l'entreprise devient filiale du groupe L'Occitane en Provence.
En 2011, Melvita dépose son premier brevet pour une crème à base de trois miels (thym, acacia, oranger)[pertinence contestée]. La société Melvita Production est radiée et la fabrication est intégrée dans la société Laboratoires M&L et la commercialisation confiée à M&L Distribution.
En 2012, l’entreprise investit 20 millions d’euros dans la rénovation de son usine de production à Lagorce. Cette dernière, conçue selon les normes HQE, voit sa superficie doubler pour atteindre les 16 000 m2.